# Чанда Рубін
Чанда Рубін (англ. Chanda Rubin, нар. 18 лютого 1976) — колишня американська професійна тенісистка. Найвища позиція в одиночному рейтингу — 6, досягнута 8 квітня 1996. 

## Загальна статистика

### Фінали Grand Slam: 2 (1–1)
| Результат | Рік                                         | Турнір                           | Партнер               | Опоненти in Final                   | Рахунок in Final |
| Перемога  | Відкритий чемпіонат Австралії з тенісу 1996 | Австраліяn Open                  | Аранча Санчес Вікаріо | Ліндсі Девенпорт Мері Джо Фернандес | 7–5, 2–6, 6–4    |
| Runner–up | Відкритий чемпіонат США з тенісу 1999       | Відкритий чемпіонат США з тенісу | Сандрін Тестю         | Серена Вільямс Вінус Вільямс        | 6–4, 1–6, 4–6    |

### Фінали WTA Tour, одиночний розряд: 19 (7–12)
| Результат | Ранг | Дата             | Турнір                                      | Покриття   | Опонент                     | Рахунок            |
| --------- | ---- | ---------------- | ------------------------------------------- | ---------- | --------------------------- | ------------------ |
| Поразка   | 1.   | 3 листопада 1991 | Scottsdale, США                             | Тверде     | Сабін Аппельманс            | 5–7, 1–6           |
| Поразка   | 2.   | 13 лютого 1994   | Чикаго, США                                 | Тверде     | Наташа Звєрєва              | 3–6, 5–7           |
| Поразка   | 3.   | 25 червня 1995   | Eastbourne International, Велика Британія   | Трава      | Наталі Тозья                | 6–3, 0–6, 5–7      |
| Поразка   | 4.   | 13 серпня 1995   | LA Women's Tennis Championships, США        | Тверде     | Кончіта Мартінес            | 6–4, 1–6, 3–6      |
| Поразка   | 5.   | 30 березня 1996  | Key Biscayne, США                           | Тверде     | Штеффі Граф                 | 1–6, 3–6           |
| Перемога  | 1.   | 9 лютого 1997    | Generali Ladies Linz, Австрія               | Тверде (i) | Каріна Габшудова            | 6–4, 6–2           |
| Поразка   | 6.   | 1 листопада 1998 | Tournoi de Québec, Канада                   | Килим (i)  | Тара Снайдер                | 6–4, 4–6, 6–7(6–8) |
| Перемога  | 2.   | 17 січня 1999    | Moorilla Hobart International, Австралія    | Тверде     | Ріта Гранде                 | 6–2, 6–3           |
| Поразка   | 7.   | 7 листопада 1999 | Quebec City, Канада                         | Килим (i)  | Дженніфер Капріаті          | 6–4, 1–6, 2–6      |
| Поразка   | 8.   | 15 січня 2000    | Гобарт, Австралія                           | Тверде     | Кім Клейстерс               | 6–2, 2–6, 2–6      |
| Перемога  | 3.   | 5 листопада 2000 | Quebec City, Канада                         | Килим (i)  | Jennifer Capriati           | 6–4, 6–2           |
| Поразка   | 9.   | 25 травня 2002   | Мадрид, Іспанія                             | Ґрунт      | Моніка Селеш                | 4–6, 2–6           |
| Перемога  | 4.   | 22 червня 2002   | Eastbourne, Велика Британія                 | Трава      | Мискіна Анастасія Андріївна | 6–1, 6–3           |
| Перемога  | 5.   | 11 серпня 2002   | Los Angeles, США                            | Тверде     | Ліндсі Девенпорт            | 5–7, 7–6(7–5), 6–3 |
| Перемога  | 6.   | 24 травня 2003   | Мадрид, Іспанія                             | Ґрунт      | Марія Санчес Лоренсо        | 6–4, 5–7, 6–4      |
| Перемога  | 7.   | 21 червня 2003   | Eastbourne, Велика Британія                 | Трава      | Conchita Martínez           | 6–4, 3–6, 6–4      |
| Поразка   | 10.  | 14 вересня 2003  | Commonwealth Bank Tennis Classic, Індонезія | Тверде     | Олена Дементьєва            | 2–6, 1–6           |
| Поразка   | 11.  | 21 вересня 2003  | China Open (теніс), КНР                     | Тверде     | Elena Dementieva            | 3–6, 6–7(6–8)      |
| Поразка   | 12.  | 26 жовтня 2003   | BGL Luxembourg Open, Люксембург             | Тверде (i) | Kim Clijsters               | 2–6, 5–7           |

### Фінали WTA Tour, парний розряд: 17 (10–7)
| Легенда                |
| ---------------------- |
| Grand Slam Титул (1/1) |
| WTA Турнір (0/0)       |
| Tier I (1/1)           |
| Tier II (5/3)          |
| Tier III (1/2)         |
| Tier IV (2/0)          |

| Результат | Ранг | Дата              | Турнір                                             | Покриття   | Партнер               | Опоненти                                | Рахунок            |
| --------- | ---- | ----------------- | -------------------------------------------------- | ---------- | --------------------- | --------------------------------------- | ------------------ |
| Перемога  | 1.   | 26 вересня 1993   | Токіо, Японія                                      | Тверде     | Ліза Реймонд          | Аманда Кетцер Лінда Вілд                | 6–4, 6–1           |
| Перемога  | 2.   | 16 січня 1994     | Moorilla Hobart International, Австралія           | Тверде     | Linda Wild            | Дженні Бірн Рейчел Макквіллан           | 7–5, 4–6, 7–6      |
| Поразка   | 1.   | 6 листопада 1994  | Tournoi de Québec, Канада                          | Килим (i)  | Linda Wild            | Елна Рейнах Наталі Тозья                | 4–6, 3–6           |
| Перемога  | 3.   | 14 травня 1995    | ECM Prague Open, Чехія                             | Ґрунт      | Linda Wild            | Марія Ліндстрем Maria Strandlund        | 6–7, 6–3, 6–2      |
| Поразка   | 2.   | 8 жовтня 1995     | Zurich Open, Швейцарія                             | Тверде (i) | Кароліна Віс          | Ніколь Арендт Манон Боллеграф           | 4–6, 6–7(4–7), 4–6 |
| Перемога  | 4.   | 28 січня 1996     | Відкритий чемпіонат Австралії з тенісу, Melbourne  | Тверде     | Аранча Санчес Вікаріо | Ліндсі Девенпорт Мері Джо Фернандес     | 7–5, 2–6, 6–4      |
| Перемога  | 5.   | 25 лютого 1996    | Оклагома-Сіті, США                                 | Тверде (i) | Бренда Шульц-Маккарті | Катріна Адамс Деббі Грем                | 6–4, 6–3           |
| Перемога  | 6.   | 17 березня 1996   | Мастерс Індіан-Веллс, США                          | Тверде     | Бренда Шульц-Маккарті | Жулі Алар-Декюжі Наталі Тозья           | 6–1, 6–4           |
| Перемога  | 7.   | 14 квітня 1996    | Amelia Island Championships, США                   | Ґрунт      | Аранча Санчес Вікаріо | Мередіт Макґрат Лариса Савченко-Нейланд | 6–1, 6–1           |
| Поразка   | 3.   | 21 вересня 1997   | Токіо, Японія                                      | Тверде     | Julie Halard-Decugis  | Моніка Селеш Суґіяма Ай                 | 1–6, 0–6           |
| Поразка   | 4.   | 26 жовтня 1998    | Quebec City, Канада                                | Килим (i)  | Сандрін Тестю         | Лорі Макніл Кімберлі По                 | 7–6(7–3), 5–7, 4–6 |
| Поразка   | 5.   | 12 вересня 1999   | Відкритий чемпіонат США з тенісу, Flushing Meadows | Тверде     | Sandrine Testud       | Серена Вільямс Вінус Вільямс            | 6–4, 1–6, 4–6      |
| Перемога  | 8.   | 10 жовтня 1999    | Porsche Tennis Grand Prix, Німеччина               | Тверде (i) | Sandrine Testud       | Arantxa Sánchez Vicario Larisa Neiland  | 6–3, 6–4           |
| Поразка   | 6.   | 14 листопада 1999 | Філадельфія, США                                   | Килим (i)  | Sandrine Testud       | Lisa Raymond Ренне Стаббс               | 1–6, 6–7(2–7)      |
| Перемога  | 9.   | 30 липня 2000     | Bank of the West Classic, США                      | Тверде     | Sandrine Testud       | Кара Блек Емі Фрейзер                   | 6–4, 6–4           |
| Перемога  | 10.  | 22 жовтня 2000    | Generali Ladies Linz, Австрія                      | Килим      | Амелі Моресмо         | Ai Sugiyama Nathalie Tauziat            | 6–4, 6–4           |
| Поразка   | 7.   | 28 жовтня 2001    | Лінц, Австрія                                      | Тверде (i) | Ельс Калленс          | Єлена Докич Петрова Надія Вікторівна    | 1–6, 4–6           |

### Фінали ITF Circuit, одиночний розряд: 2 (2–0)
| Ранг | Дата           | Турнір                 | Покриття   | Опонент in the final  | Рахунок  |
| 1.   | 5 лютого 1995  | Midland, Michigan, США | Тверде (i) | Бренда Шульц-Маккарті | 6–3, 6–2 |
| 2.   | 15 грудня 1996 | Зальцбург, Австрія     | Килим      | Мір'яна Лучич-Бароні  | 6–1, 6–3 |

### Фінали ITF Circuit, парний розряд: 3 (3–0)
| Ранг | Дата           | Турнір                 | Покриття   | Партнер               | Опоненти in the final           | Рахунок       |
| 1.   | 20 січня 1991  | Mission, США           | Тверде     | Nicole London         | Jessica Emmons Betsy Somerville | 6–3, 2–6, 6–4 |
| 2.   | 5 лютого 1995  | Midland, Michigan, США | Тверде (i) | Бренда Шульц-Маккарті | Laxmi Poruri Varalee Sureephong | 6–3, 6–2      |
| 3.   | 15 грудня 1996 | Зальцбург, Австрія     | Килим      | Мір'яна Лучич-Бароні  | Анка Барна Адріана Барна        | 6–3, 6–2      |

## Виступи у турнірах Великого шолома
| Турнір                                 | 1990  | 1991  | 1992  | 1993  | 1994  | 1995  | 1996  | 1997  | 1998  | 1999  | 2000  | 2001  | 2002  | 2003  | 2004  | 2005  | 2006  | 2007  | Career SR |
| -------------------------------------- | ----- | ----- | ----- | ----- | ----- | ----- | ----- | ----- | ----- | ----- | ----- | ----- | ----- | ----- | ----- | ----- | ----- | ----- | --------- |
| Відкритий чемпіонат Австралії з тенісу | A     | A     | 1р    | 1р    | 2р    | 2р    | ПФ    | 2р    | 1р    | 2р    | 2р    | 1р    | A     | 2р    | 2р    | A     | A     | A     | 0 / 12    |
| Відкритий чемпіонат Франції з тенісу   | A     | К2р   | 1р    | A     | 1р    | ЧФ    | A     | 2р    | 2р    | 2р    | ЧФ    | A     | 2р    | ЧФ    | A     | К1р   | A     | A     | 0 / 9     |
| Вімблдонський турнір                   | A     | К1р   | 1р    | 2р    | 1р    | 3р    | A     | 1р    | 3р    | 1р    | 1р    | 1р    | 2р    | 3р    | 1р    | A     | A     | A     | 0 / 12    |
| Відкритий чемпіонат США з тенісу       | 1р    | 2р    | 2р    | 3р    | 1р    | 2р    | A     | 1р    | 2р    | 1р    | 3р    | 3р    | 2р    | 1р    | 3р    | A     | 1р    | A     | 0 / 15    |
| Grand Slam SR                          | 0 / 1 | 0 / 1 | 0 / 4 | 0 / 3 | 0 / 4 | 0 / 4 | 0 / 1 | 0 / 4 | 0 / 4 | 0 / 4 | 0 / 4 | 0 / 3 | 0 / 3 | 0 / 4 | 0 / 3 | 0 / 0 | 0 / 1 | 0 / 0 | 0 / 48    |
| Чемпіонат WTA                          | A     | A     | A     | A     | A     | 1р    | A     | A     | A     | A     | 1р    | A     | 1р    | RR    | A     | A     | A     | A     | 0 / 4     |
| Рейтинг на кінець року                 | 521   | 83    | 83    | 69    | 23    | 15    | 17    | 30    | 34    | 22    | 13    | 54    | 13    | 9     | 53    | 546   | 481   | NR    |           |

- A=did not participate in the tournament
- SR=the ratio of the number of турніри won to the number of those турніри played

### Результати особистих зустрічей
- Курникова Анна Сергіївна 1-4
- Мартіна Хінгіс 2-8
- Сільвія Фаріна-Елія 3-2
- Серена Вільямс 1-1
- Ліндсі Девенпорт 3-9
- Даніела Гантухова 0-2
- Олена Дементьєва 2-5
- Вінус Вільямс 1-9
- Дженніфер Капріаті 5-6
- Штеффі Граф 0-7
- Каріна Габшудова 5-0
- Анке Губер 1-1
- Аранча Санчес Вікаріо 4-4
- Моніка Селеш 0-5